# Wyoming Highway 295
Der Wyoming Highway 295 (kurz: WYO 295) ist eine 47,23 km lange State Route im US-Bundesstaat Wyoming, die in Ost-West- bzw. Süd-Nord-Richtung im nördlichen Bighorn Basin verläuft.

## Streckenverlauf
Der Wyoming Highway 295 beginnt am Wyoming Highway 32 (Emblem Highway) im westlichen Big Horn County, rund 15 km südöstlich von Powell. Der Highway verläuft von hier zunächst in westliche Richtung, erreicht nach 0,7 km bereits die Grenze zum Park County und wendet sich nach etwa 14 km nahe der Siedlung Willwood nach Norden. WYO 295 überquert im weiteren Verlauf den Shoshone River, erreicht die südlichen Ausläufer der Stadt Powell und durchquert diese in Süd-Nord-Richtung. Innerhalb der Stadtgrenzen wird der U.S. Highway 14A, eine Alternativroute zum U.S. Highway 14, gekreuzt. Die Straße verläuft gemeinsam mit der North Absaroka Street in nördlicher Richtung aus der Stadt hinaus, passiert das Northwest College sowie den Powell Municipal Airport, der über eine kurze Stichstraße erreicht werden kann, und wendet sich nun in nordnordwestliche Richtung. Der Wyoming Highway 295 passiert ab hier keine weiteren Siedlungen oder Highways und endet nach 47,23 km inmitten des Elk Basin, einem aktiven Ölfeld, in dem Hunderte von Bohrtürmen in Betrieb sind. Die Straße verläuft weiter als County Road 1NG bis zur Grenze zum Bundesstaat Montana. Die gesamte Strecke verläuft durch das Bighorn Basin.

## Belege
1. 1 2  AARoads: Wyoming State Route Log: 200 through 299. Abgerufen am 10. März 2024 (amerikanisches Englisch).